# 이스즈 뉴파워

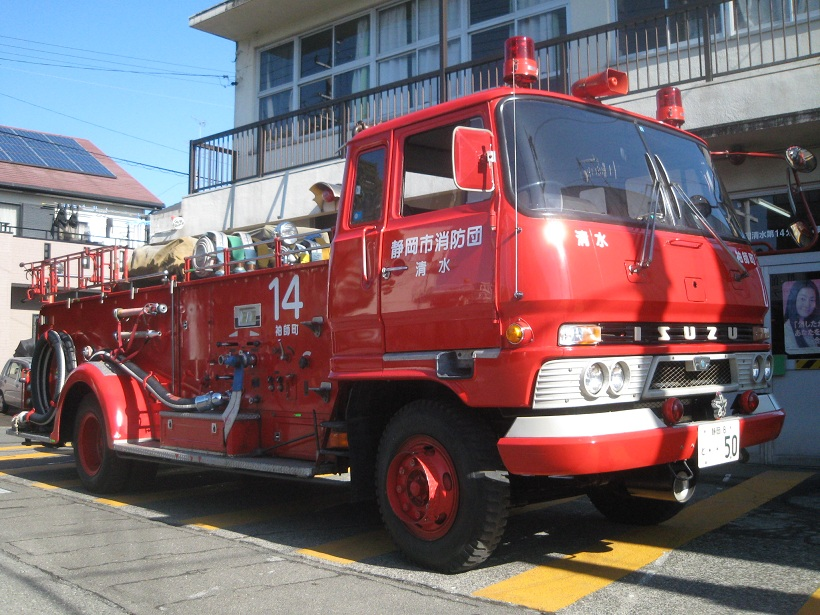

이스즈 뉴파워(영어: Isuzu New Power, 일본어: いすゞ・ニューパワー 이스즈 뉴우파와아[*])는 일본 이스즈 자동차사가 생산했던 대형 트럭이다. 대한민국의 경우 구 대우자동차(현, 타타대우상용차)가 1973년부터 1995년까지 일본 이스즈 자동차사와 기술 제휴를 통해서 대우 대형트럭 모델을 생산한 바가 있다.

## 개요
1972년 11월에 이스즈 TD/TP 모델의 후속으로 출시되었다. 같은 해 12월에 8톤 사양인 SLR 모델과 10톤 사양인 TMK 모델이 출시되었다. 1973년 1월에 전륜 2축, 후륜 1축 사양이자 10톤 사양인 SPG 모델이 출시되었다. 같은 해 3월에 마이너 체인지와 동시에 6톤 사양인 SFR 모델이 출시되었다. 같은 해 4월에 8MA1형 엔진을 탑재한 모델이 출시되면서 트랙터 모델 사양인 VWR340/360형, VWZ430형이 출시되었다. 1974년에 V10형 엔진을 탑재한 모델이 최초로 출시되었다. 1975년에 마이너 체인지로 대형 프론트 그릴이 적용되었고, 덤프트럭 모델 사양인 SLR360D형이 출시되었다. 1976년에 V12형 탑재한 모델이 최초로 출시되면서 트랙터 모델인 VTR290형, VTZ440형, VRZ440형이 출시되었고 같은 해 3월에 V10형 엔진을 탑재한 SRK, SRG 형식이 출시되었다. 1977년 10월에 뉴파워 V10SS 모델이 출시되었고 10PB1형 엔진을 탑재했다. 1978년에 8톤 사양인 SMR 모델이 출시되었다. 1979년에 마이너 체인지로 캡모양이 변경되었고, 헤드라이트의 간격도 조금 좁혔다. 1981년에 최초로 터보 엔진인 V8형을 탑재한 모델이 출시되었다. 1982년에 V형 12기통 엔진을 개발되면서 성능과 배기량이 개선되었다. 1983년에 풀체인지 모델인 이스즈 810 모델이 출시되면서 단종되었다.

## 라인업
- SPG (6×2F)
- SRG (6×2F, 10.75 ~ 12톤, V형 10기통 엔진 탑재)
- SSG (6×2F)
- K-SVG (6×2F, 트랙터 모델)
- SPK (6×2R, 리프서스 사양, 직렬 6기통 엔진 탑재)
- SPM (6×2R, 직렬 6기통 엔진 탑재)
- K-SQM (6×2R)
- K-SHM (6×2R, 직렬 6기통 엔진 탑재)
- SRK (6×2R, 리프서스 사양, 10.75 ~ 12톤, V형 10기통 엔진 탑재)
- SRM (6×2R, V형 10기통 엔진 탑재)
- SSM (6×2R, V형 10기통 엔진 탑재)
- K-SMN (6×2R, NK서스 사양)
- SPZ (6×4, 직렬 6기통 엔진 탑재)
- K-SQZ (6×4)
- SRZ (6×4, V형 10기통 엔진 탑재)
- SSZ (6×4, V형 10기통 엔진 탑재)
- K-SVZ (6×4, 덤프트럭 및 트랙터 모델)
- K-SMH (8×4, 저상 모델)
- K-SSH (8×4, 저상 모델, V형 10기통 엔진 탑재)
- SKS (4×4)
- SKW (6×6)
- SMR (4×2, 8톤 모델)
- SLR (4×2, 8톤 모델)
- K-SJR (4×2, 8톤 모델)
- SFR (4×2, 6톤 모델)
- VRR (4×2, 트랙터 모델, V형 10기통 엔진 탑재)
- VPR (4×2, 저상 모델, 직렬 6기통 엔진 탑재)
- VSR (4×2, 트랙터 모델)
- VTR (4×2, 트랙터 모델, V형 12기통 엔진 탑재)
- VWR (4×2, 트랙터 모델)
- VVR (4×2, 트랙터 모델)
- VLR (4×2, 트랙터 모델)
- VPZ (6×4, 트랙터 모델, 직렬 6기통 엔진 탑재)
- VSZ (6×4, 트랙터 모델)
- VTZ (6×4, 트랙터 모델, V형 12기통 엔진 탑재)
- VVZ (6×4, 트랙터 모델)
- YSZ (6×4, 일본 내수 모델, 20 ~ 25톤)
- YVZ (6×4, 일본 내수 모델, 20 ~ 25톤)

## 엔진
| 구분 | 엔진 형식 | 형태, 방식       | 베기량(cc) | 출력 범위(PS) | 탑재                  |
| ---- | --------- | ---------------- | ---------- | ------------- | --------------------- |
| R    | 10PA1     | V10・NA          | 12,464     | 295           | 1974년부터 1983년까지 |
| S    | 10PB1     | V10・NA          | 14,022     | 320           | 1977년부터 1983년까지 |
| T    | 12PA1     | V12・NA          | 14,957     | 350・385      | 1976년부터 1983년까지 |
| V    | 12PB1     | V12・NA          | 16,826     | 350・385      | 1979년부터 1983년까지 |
| K    | 8PA1      | V8・NA           | 99,71      | 215           | 1973년부터 1983년까지 |
| M    | 8PB1      | V8・NA           | 11,217     | 260・275      | 1978년부터 1983년까지 |
| W    | 8MA1      | V8・NA           | 16,513     | 345           | 1973년부터 1983년까지 |
| P    | E120      | L6・NA           | 12,023     | 260           | 1972년부터 1983년까지 |
| F    | DA640     | L6・NA           | 6,373      | 135           | 1973년부터 1983년까지 |
| L    | DH100     | L6・NA           | 10,173     | 195           | 1975년부터 1983년까지 |
| J    | 6QA1      | L6・NA           | 11,044     | 220           | 1981년부터 1983년까지 |
| Q    | 6RB1      | L6・NA           | 13,741     | 275           | 1981년부터 1983년까지 |
| H    | 6RA1      | L6・IC 터보 사양 | 12,023     | 285           | 1981년부터 1983년까지 |

## 같이 보기
- 대우 대형트럭
- 이스즈 자동차
- 이스즈 TD/TP
- 이스즈 기가
- 이스즈 엘프